# Maxime (taalkunde)
Een maxime (van het Engelse maxim, "stelregel", "spreuk") is een richtlijn die taalgebruikers meestal zonder het te beseffen volgen als ze een gesprek voeren. De taalkundige Paul Grice onderscheidt vier maximes bij een gesprek dat verloopt volgens het zogeheten coöperatief principe. 
De vier maximes van Grice met de daaronder vallende sub-maximes zijn:
1. Maxime van kwantiteit
  1. Maak je bijdrage zo informatief mogelijk, gezien het doel of de richting van het gesprek
  2. Zeg niet meer dan nodig is, gezien het doel of de richting van het gesprek.
2. Maxime van kwaliteit
  1. Zeg niet iets waarvan je denkt dat het niet waar is.
  2. Zeg niet iets waarvoor je niet voldoende bewijs hebt.
3. Maxime van stijl
  1. Vermijd onduidelijkheden
  2. Vermijd ambiguïteit (dubbelzinnigheid of meerduidigheid).
  3. Wees kort.
  4. Wees ordelijk.
4. Maxime van relevantie
  1. Zorg dat je bijdrage ter zake doet

Volgens Grice gaat de toehoorder er altijd van uit dat de spreker zich houdt aan het coöperatieprincipe, ook als wat de spreker zegt in strijd lijkt te zijn met de maximes.
Wie als gesprekspartner liegt, wartaal spreekt, te kort van stof of heel langdradig is, draagt dus op het oog niet bij tot geslaagde communicatie en zondigt tegen het coöperatieve principe. Als de luisteraar vermoedt dat de spreker juist niet tegen dat principe wilde zondigen, is het de taak van de luisteraar te reconstrueren wat de spreker wél bedoelde te zeggen. Uiteraard kan in sommige gesprekssituaties het een of andere maxime niet van kracht zijn.
Voorbeeld. Een spreker zegt:
"Kun je me het zout aangeven".
- Een non-coöperatieve luisteraar denkt: "Wat een rare vraag, of ik 'dat kan!' Hij weet heus wel dat ik dat kan! Waarom stelt hij me dan zo'n overbodige vraag?" (= waarom zondigt hij tegen het maxime van kwantiteit?)
- Een coöperatieve luisteraar denkt: "Hij weet dat ik dit kan. Ik moet de vraag dus niet letterlijk opvatten, want dan zou ik hem een zonde in de schoenen schuiven waarvan ik vermoed dat hij zich daar niet aan wil schuldig maken. Hij moet dus wel iets anders bedoelen. Het ziet er in de situatie naar uit dat hij om dat zout verlegen zit; ik neem dus aan dat hij me indirect vraagt het hem te geven".

Maximes maken deel uit van de conversatieanalyse, een domein van de pragmatiek.